# Liothula
Liothula é um gênero de mariposa pertencente à família Acrolophidae.